# Genreglering
Med genreglering menas de processer som förekommer i celler eller orsakas av virus som innebär att vissa gener är aktiva, "påslagna", medan andra är passiva, "avslagna". Detta leder till att celler kan differentieras, det vill säga utvecklas i olika riktningar.